# قائمة مدن إسرائيل
تشتملُ قائمة المُدن الإسرائيليَّة على تلك المُستعمرات البشريَّة التي يطلق عليها وصف «مدينة» إلى جانب المُستوطنات اليهوديَّة القائمة على أراضي الضفَّة الغربيَّة وفي القُدس الشرقيَّة. تأسس قسمٌ من المُدن الإسرائيليَّة كمُستعمراتٍ سكنها اليهود المُهاجرين من أوروپَّا خلال عهد الانتداب البريطاني على فلسطين، ونمت مع مُرور الوقت حتَّى أصبحت مُدنًا، كذلك، فقد استولت العصابات الصهيونيَّة على قسمٍ عظيمٍ من مُدن فلسطين التاريخيَّة وأرغمت أهلها من العرب المُسلمين والمسيحيين على هجرها، وأحلَّت بدلًا منهم عائلاتٍ يهوديَّةٍ مُهاجرة. كذلك، استولت المُنظمة الصهيونيَّة على مُدنٍ عربيَّةٍ أُخرى في فلسطين وأخضعتها لِسُلطتها، مع بقاء أهلها الأصليين فيها، أو إحلال بعض العائلات اليهوديَّة معهم، فأصبحت تلك المُدن مُختلطة. تستندُ هذه القائمة على الدليل الحالي لِدائرة الإحصاء المركزيَّة الإسرائيليَّة. ينُصُّ النظام الإداري الإسرائيلي على إمكانيَّة منح أي تجمُّع حضري حق تكوين مجلسٍ بلديٍّ من قِبل وزارة الدَّاخليَّة الإسرائيليَّة ما أن يتخطّى عدد سُكَّانها 20,000 نسمة. إنَّ وصف «مدينة» في القانون الإسرائيلي لا يصدق على البلديَّات المحليَّة أو التكتُلات الحضاريَّة، على الرُغم من أنَّ أغلب المُدن الكُبرى غالبًا ما يعيش ضمن حُدودها قسمٌ صغيرٌ من أهالي منطقتها الحضريَّة أو منطقتها الكُبرى.

## القائمة
يصلُ عدد المُدن الإسرائيليَّة التي يفوق عدد سُكَّانها 100,000 نسمة إلى 14 مدينة، بما فيها القدس التي يصلُ عدد سُكَّانها إلى حوالي 500,000 نسمة مع احتساب القدس الشرقيَّة التي تحتلّها إسرائيل، وتل أبيب. وبالإجمال، يصلُ عدد التكتُلات الحضريَّة التي منحتها وزارة الدَّاخليَّة الإسرائيليَّة صفة «مدينة» إلى 76 تكتُلًا.
تشتملُ القائمة على أربع مُستوطناتٍ إسرائيليَّة في الضفَّة الغربيَّة التي تتبع السُلطة الفلسطينيَّة، وتُطلِقُ عدَّة مُنظماتٍ دوليَّةٍ على تلك المناطق تسمية «الأراضي الفلسطينيَّة المُحتلَّة»، ومن تلك المُنظمات: مجلس الأمن الدولي، والجمعيَّة العامَّة للأُمم المُتحدة، ومحكمة العدل الدوليَّة، واللجنة الدُوليَّة للصليب الأحمر، بالإضافة إلى جامعة الدُول العربيَّة بطبيعة الحال، مع العلم أنَّ الأخيرة وجميع الحُكومات العربيَّة وعدداً من حُكومات البُلدان الإسلاميَّة تُطلق على كامل فلسطين تسمية «الأراضي المُحتلَّة». تشتملُ مساحة وجُمهرة القُدس على تلك الخاصَّة بالقُدس الشرقيَّة أيضًا، التي احتلَّتها إسرائيل ودمجتها مع القدس الغربيَّة ضمن بلديَّةٍ واحدة وفق ما نصَّ عليه قانون القدس الذي أقرَّهُ الكنيست يوم 30 تمّوز (يوليو) سنة 1980م، على الرُغم من أنَّ المُجتمع الدولي لا يعترف بهذا الأمر، وما زال يَعتبرُ أنَّ القدس الشرقيَّة تُشكِّلُ جزءًا من الأراضي الفلسطينيَّة المُحتلَّة.
يسرُدُ الجدول التالي جميع المُدن الإسرائيليَّة بحسب اسمها والمنطقة التي تنتمي إليها، وعدد سُكَّانها، وفقًا لِتعداد دائرة الإحصاء المركزيَّة سنة 2015م. يُشيرُ اللون الأصفر إلى المُدن الإسرائيليَّة التي أُقيمت خارج الحُدود التي تمَّ الاتفاق عليها بين العرب وإسرائيل سنة 1967م.

## أسرع المُدن نُموًا
أظهرت الإحصاءات الحُكوميَّة الإسرائيليَّة أنَّ ثماني مُدن نمت بنسبة 10% خلال الفترة المُمتدَّة بين سنتيّ 2005 و2010م:
| التسمية              | الجُمهرة سنة 2005م | الجُمهرة سنة 2010م | النُمو  | نسبة التغيُّر |
| -------------------- | ----------------- | ----------------- | ------ | ----------- |
| بيتار عيليت          | 27,000            | 37,600            | 10,600 | 39.3%       |
| رهط                  | 38,900            | 53,100            | 14,200 | 36.6%       |
| نيس زيونا            | 29,300            | 39,100            | 9,800  | 33.7%       |
| موديعين-مكابيم-ريعوت | 58,000            | 76,500            | 18,500 | 31.8%       |
| كريات أونو           | 25,400            | 32,200            | 6,800  | 26.9%       |
| بيت شمش              | 65,900            | 80,600            | 14,700 | 22.3%       |
| معاليه أدوميم        | 30,200            | 35,700            | 5,500  | 18.4%       |
| بطاح تكفا            | 179,400           | 211,100           | 31,700 | 17.7%       |
| رامات هاشارون        | 36,200            | 41,300            | 4,100  | 14.0%       |
| رمات غان             | 128,400           | 145,900           | 17,500 | 13.7%       |
| قلنسوة               | 16,900            | 19,200            | 2,300  | 13.6%       |
| النَّاصرة              | 64,300            | 73,000            | 8,700  | 13.5%       |
| نتيڤوت               | 24,300            | 27,500            | 3,200  | 13.3%       |
| الطيبة               | 33,000            | 37,300            | 4,300  | 12.9%       |
| طمرة                 | 26,000            | 29,300            | 3,300  | 12.8%       |
| نيشير                | 21,300            | 24,000            | 2,700  | 12.7%       |
| شفا عمرو             | 32,800            | 36,900            | 4,100  | 12.5%       |
| هود هشارون           | 43,100            | 48,500            | 4,400  | 12.4%       |
| رحوفوت               | 103,000           | 115,600           | 12,600 | 12.2%       |
| جفعاتايم             | 48,700            | 54,000            | 5,300  | 10.9%       |
| الطيرة               | 20,700            | 22,900            | 2,200  | 10.8%       |

## المدن ذات الجُمهرات المُتراجعة
شهدت جُمهرات ستَّ مُدنٍ إسرائيليَّة تراجُعًا في سنة 2010م عمَّا كانت عليه في سنة 2005م:
| التسمية        | الجُمهرة سنة 2005م | الجُمهرة سنة 2010م | التراجع | نسبة التغيُّر |
| -------------- | ----------------- | ----------------- | ------- | ----------- |
| النَّاصرة العُليا | 43,700            | 40,900            | 3,200   | 6.4%        |
| رعنانا         | 71,900            | 68,900            | 3,000   | 4.2%        |
| كريات موصقين   | 39,800            | 38,500            | 1,300   | 3.2%        |
| ديمونة         | 33,500            | 32,600            | 900     | 2.7%        |
| مجدال هعيمق    | 24,700            | 24,100            | 600     | 2.6%        |
| طيرة الكرمل    | 18,900            | 18,600            | 300     | 1.4%        |
| معالوت ترشيحا  | 21,100            | 20,900            | 200     | 1%          |

## المُدن الأكثر استقطابًا للمُهاجرين
يسردُ القالب التالي قائمة المُدن الإسرائيليَّة التي تزيدُ فيها نسبة المُهاجرين اليهود عن 10%. تُصنِّفُ دائرة الإحصاء المركزيَّة الإسرائيليَّة المُهاجرين بأنَّهم أولئك الأشخاص الذين وصلوا إلى إسرائيل بعد سنة 1990م. أغلب هؤلاء المُهاجرين وصل من دُول الاتحاد السوفيتي السَّابق، على أنَّ نسبةً مُعتبرةً منهم وصلت من أثيوپيا والأرجنتين. صُدِّق على البيانات التالية مُنذُ سنة 2004م:
| التسمية        | الجُمهرة (2004م) | المُهاجرون مُنذ سنة 1990م | النسبة |
| -------------- | --------------- | ----------------------- | ------ |
| النَّاصرة العُليا | 43,900          | 20,300                  | 46.2%  |
| عراد           | 23,500          | 10,100                  | 43.0%  |
| أريئيل         | 16,400          | 7,000                   | 42.7%  |
| أور عقيفا      | 15,800          | 6,700                   | 42.4%  |
| كرمئيل         | 43,500          | 16,900                  | 38.9%  |
| سديروت         | 20,000          | 7,400                   | 37.0%  |
| معالوت ترشيحا  | 21,000          | 7,700                   | 36.7%  |
| كريات يم       | 38,000          | 13,900                  | 36.6%  |
| أشدود          | 196,900         | 69,600                  | 35.4%  |
| عسقلان         | 105,100         | 36,100                  | 34.4%  |
| بات يم         | 130,400         | 42,800                  | 32.8%  |
| كريات جات      | 47,800          | 15,300                  | 32.0%  |
| نيشير          | 21,200          | 6,500                   | 30.7%  |
| بئر السبع      | 184,500         | 56,200                  | 30.5%  |
| الخضيرة        | 75,300          | 22,200                  | 29.5%  |
| نتانيا         | 169,400         | 46,400                  | 27.4%  |
| حيفا           | 268,300         | 66,300                  | 24.7%  |
| بطاح تكفا      | 176,200         | 37,200                  | 21.1%  |
| رحوڤوت         | 101,900         | 20,200                  | 19.8%  |
| ريشون لتسيون   | 217,400         | 40,200                  | 18.5%  |
| حولون          | 165,800         | 29,500                  | 17.8%  |
| تل أبيب        | 371,400         | 45,500                  | 12.3%  |

## خارطة توضيحيَّة
مفتاح الخريطة:
- القُدس (العاصمة الإداريَّة وفقًا لِإسرائيل).
- المركز الإداري للمنطقة.
- مدينة يزيد عدد سُكَّانها عن 100,000 نسمة.
- مدينة يقل عدد سُكَّانها عن 100,000 نسمة.

| القُدس النَّاصرة بئر السبع تل أبيب نتانيا حيفا أريئيل ريشون لصهيون بطاح تكفا أشدود حولون بني برق رمات غان بات يم عسقلان رحوفوت عكَّا عراد العفولة باقة جت بيسان بيت شمش بيتار عيليت هرتسيليا جفعاتايم جفعات شموئيل ديمونة يهود-مونوسون يوكنعام عيليت قلنسوة كرمئيل كفر قاسم كريات آتا كريات بياليك كريات جات كريات ملاخي كريات موصقين كريات أونو كريات شمونة كريات يم كفر سابا اللُّد معاليه أدوميم معالوت ترشيحا مجدال هعيمق موديعين عيليت موديعين-مكابيم-ريعوت نهاريا الناصرة العُليا نيس زيونا نتيفوت نيشير أور عقيفا أفقيم رعنانا الرَّملة رهط سخنين سديروت الطيبة طمرة طبريَّا الطيرة طيرة الكرمل أُمُّ الفحم الخضيرة هود هشارون صفد شفا عمرو إيلات يبنة أهم المُدن الإسرائيليَّة. |

## مُلاحظات
- ^ أ: كانت عكَّا من نصيب الدولة العربيَّة التليدة في فلسطين، بحسب قرار التقسيم التابع للأُمم المُتحدة والذي هدف لِحل الأزمة بين العرب واليهود. غير أنَّ المُنظمات الصهيونيَّة سيطرت عليها بعد حرب سنة 1948، فهجرها قسمٌ عظيم من أهلها العرب، وبقي منهم القليل.

- ^ ب: تأسست كبلدة في سنة 1962م على أنقاض قرية تل عراد الفلسطينيَّة. بقي قسمٌ من أهلها يقطنوها بعد حرب سنة 1948م، وهاجر إليها الكثير من اليهود الأشكناز والفلاشا الأحباش.

- ^ ت: تقوم على أراضي مدينة سلفيت الفلسطينيَّة حاليًّا. أنشأتها السُلطات الإسرائيليَّة بعد أن صادرت 500 دونم من أراضي قرية مردا ومدينة سلفيت وكفل حارس.

- ^ ث: كانت تُعرف أساسًا باسم قرية «الفولة»، وكانت أراضيها تعود لِآل سُرسُق البيارتة. وعائلة سُرسُق من العائلات البيروتيَّة الأرستقراطيَّة، التي كانت تمتلك أراضٍ زراعيَّة كثيرة في فلسطين خلال العهدين العُثماني والفرنسي، وقد بيع قسمٌ من هذه الأراضي إلى المُنظمة الصهيونيَّة، بما فيها قرية الفولة سالِفة الذِكر.

- ^ ج: مدينة عربيَّة أساسًا. هجرها أهلها بعد حرب سنة 1948م إلى بعض المناطق المُجاورة، مثل قطاع غزَّة.

- ^ ح: مدينة عربيَّة أساسًا. هجرها أهلها بعد حرب سنة 1948م إلى بعض المناطق المُجاورة، مثل قطاع غزَّة. هُدمت المدينة الأصليَّة وقامت على أنقاضها المدينة المُعاصرة.

- ^ خ: قامت إسرائيل سنة 2003م بتوحيد بلديَّتيّ مدينة باقة الغربيَّة وقرية جت في بلديَّةٍ واحدة، فوُلد من ذلك المدينة المُعاصرة.

- ^ د: مدينة عربيَّة أساسًا. هجرها أهلها بعد حرب سنة 1948م إلى بعض المناطق المُجاورة.

- ^ ذ: مدينة عربيَّة أساسًا. هجرها أهلها بعد حرب سنة 1948م وحلَّ اليهود مكانهم. ما زال العديد من سُكَّان القُرى البدويَّة المُجاورة يعملون ويمُرّون فيها.

- ^ ر: تأسست كمُستعمرة مُلاصقة لقرية «الخيريَّة» الفلسطينيَّة. وبعد حرب سنة 1948م، تمَّ تهجير أهالي القرية سالِفة الذِكر، وصودرت بعض الأراضي التابعة لها لتقوم عليها المزيد من المُنشآت التابعة للمدينة.

- ^ ز: قُسمت القدس إلى شطرين بعد حرب سنة 1948م، فضُمَّ القسم الشرقي، أو البلدة القديمة إلى الأُردُن، فيما سيطرت إسرائيل على القسم الغربي. وبعد حرب سنة 1967م، احتلَّت الجُيوش الإسرائيليَّة القسم الشرقي أيضًا وضمَّته إسرائيل لاحقًا في بلديَّةٍ واحدة تحمل اسم «أورشليم القدس». لا يزالُ الخلاف قائمًا بين العرب وإسرائيل بشأن الوضع القانوني والسياسي للقدس الشرقيَّة.

- ^ س: أُنشئت على أنقاض قرية «العبَّاسيَّة» المُهجَّرة بعد حرب سنة 1948م. كانت تلك القرية تُعرف أيضًا باسم «اليهوديَّة»، ومنها اشتُقَّ اسمُ المدينة الحاليَّة.

- ^ ش: قامت على أراضٍ كانت تتبع بلدة قيرة الفلسطينية المُهجّرة. سيطرت إسرائيل على البلدة بكاملها بعد حرب النكبة.

- ^ ص: قامت على أراضٍ زراعيَّة مُصادرة من مدينة سخنين المُجاورة، بلغت مساحتها حوالي 5000 فدَّان.

- ^ ض: تأسست كمُستعمرة على أنقاض بلدة كفر عطا  وبمحاذاة  قرية وعرة السريس المُهجرتان بفعل حرب النكبة.

- ^ ط: أُقيمت على أنقاضِ قرية الخالصة بعد تدميرها وتهجير أهلها منها سنة1948م.

- ^ ظ: تأسست كمُستعمرة يهوديَّة مُلاصقة لقرية كفر سابا الفلسطينيَّة المُهجَّرة بفعل حرب 1948، واشتقت اسمها منها.

- ^ ع: مدينة عربيَّة أساسًا. هُجِّر أغلب أهلها من العرب وبقي قسمٌ قليلٌ منهم. واليوم هي مدينة عربيَّة يهوديَّة مُختلطة.

- ^ غ: أُقيمت على أراضي بلدتيّ أبوديس والعيزريَّة، وهي اليوم من ضواحي القدس.

- ^ ف: تأسست عبر دمج مدينة موديعين مع مدينة مكابيم-ريعوت بقرار من الحكومة الإسرائيليَّة.

- ^ ق: قامت على أراضٍ كانت ملكًا لِآل تويني البيارتة، وهؤلاء أُسرة أرستقراطيَّة بيروتيَّة امتلكت الكثير من الأراضي الزراعيَّة في فلسطين، وباعت بعضها للمُهاجرين اليهود، ومنها 2400 دونم قرب مصب نهر جعتون، مُقابل 34 ألف جنيه فلسطيني.

- ^ ك: تأسست قُرب مدينة الناصرة لِأسبابٍ ديمغرافيَّة محض، إذ خُطط لها كي تُشكِّل ثقلٍ موازنٍ لليهود في الجليل، نظرًا لِأنَّ الناصرة، وهي مركز المنطقة الشماليَّة، تُشكِّلُ أكبر تجمُّع عربي في إسرائيل.

- ^ ل: قامت على أنقاض مدينة «أُم خالد» الفلسطينيَّة.

- ^ م: تأسست كمُستوطنة يهوديَّة أُقيمت على أنقاض قرية «ساقية» الفلسطينيَّة المُهجَّرة بفعل حرب 1948م.

- ^ ن: أُقيمت كمُستعمرة مُحاذية لِقرية «تبصر» الفلسطينيَّة بادئ الأمر، وبعد حرب النكبة هجرها أهلها هجرةً جماعيَّة، فامتدَّت المُستعمرة على أراضيها.

- ^ هـ: بُنيت على أراضي بلدة «النجد» الفلسطينيَّة المُهجَّرة.

- ^ و: مدينةٌ عربيَّة بالأساس. هجرها أهلها بعد حرب سنة 1948م، وحلَّ اليهود بدلًا منهم.

- ^ ي: أُقيمت مُستعمرة «تل أبيب» لِتكون موطنًا لليهود المُهاجرين بجوار مدينة يافا العربيَّة. نما عدد سُكَّان المُستعمرة بشكلٍ ملحوظ بفعل الهجرات المُتزايدة حتَّى فاق عدد أهل يافا أنُفسهم، الذين هُجِّر الكثير منهم بعد حرب سنة 1948م. وفي سنة 1950م دُمجت يافا وتل أبيب في بلديَّةٍ واحدة أصبحت تُعرف باسم «تل أبيب-يافا» في الخِطاب الرسمي الإسرائيلي.

- ^ أأ: مدينة عربيَّة أساسًا. هجرها أغلب أهلها بعد حرب النكبة، وحلَّ اليهود بدلًا منهم. يُشكِّلُ اليهود اليوم أغلب أهاليها، ويُشكِلُ العرب المُسلمين والمسيحيين أقليَّة قليلة العدد.

- ^ أب: مدينة عربيَّة أساسًا. هُجِّر مُعظم أهلها بعد حرب سنة 1948م، وسكنها اليهود بكثافة.

## وصلات خارجية
- الجُمهرة، حسب المجموعة السُكَّانيَّة، والدين، والسن، والجنس، ونوع المنطقة الحضريَّة في دائرة الإحصاء المركزيَّة الإسرائيليَّة.
- المحليَّات الإسرائيليَّة على مشروع الدليل المفتوح